# Средно училище „Любен Каравелов“ (Димитровград)
Средно училище „Любен Каравелов“ е гимназия в град Димитровград, област Хасково. Създадена е през 1957 г. Патрон на училището е Любен Каравелов. То е разположено на ул. „Захари Зограф“ № 27. През учебната 2024/2025 година в него се обучават 615 деца. От 1992 г. директор на училището е Валентин Христов.

## История
Училището е открито на 15 септември 1957 г. От 28 октомври 1958 г. се наименува Второ основно училище „Любен Каравелов“. През 1966 г. е построена нова сграда на училището.